# Abuse Me
"Abuse Me" é o segundo single do álbum, Freak Show, da banda australiana Silverchair. O single alcançou a posição número quatro na Billboard Modern Rock Tracks e Mainstream Rock Tracks, tornando-se o seu maior hit em segundo lugar nos Estados Unidos.
O Contexto:
- Lançado em 31 de janeiro de 1997, "Abuse Me" era um prenúncio da sonoridade mais pesada e grunge do álbum Freak Show, distanciando-se do estilo grunge pop dos primeiros trabalhos do Silverchair.
- A letra da música, escrita por Daniel Johns, retrata um relacionamento abusivo e tóxico, com versos que expressam raiva, frustração e masoquismo.
- O videoclipe oficial, dirigido por Mark Romanek, apresenta imagens perturbadoras e surrealistas que amplificam a temática da música.

O Impacto:
- O sucesso de "Abuse Me" consolidou o Silverchair como uma das bandas de rock mais populares do mundo na época.
- A música se tornou um hino para a geração adolescente, que se identificou com a temática da angústia e da rebeldia.
- "Abuse Me" influenciou diversas bandas de rock alternativo e continua a ser considerado um clássico do gênero.

Para além do sucesso comercial:
- A música gerou polêmica por causa de sua temática e do videoclipe, que foi banida em algumas emissoras de televisão.
- Apesar da polêmica, "Abuse Me" foi aclamada pela crítica por sua originalidade e pela performance poderosa de Daniel Johns.
- A música se tornou um marco na carreira do Silverchair e continua a ser uma das favoritas dos fãs.

Alguns pontos importantes a serem destacados:
- A música foi composta por Daniel Johns, vocalista e guitarrista da banda.
- A produção ficou por conta de Nick Launay, conhecido por seu trabalho com bandas como Midnight Oil e The Church.
- O videoclipe da música foi dirigido por Mark Romanek, que também lançou clipes para artistas como Nine Inch Nails e Red Hot Chili Peppers.
- "Abuse Me" foi indicada ao prêmio ARIA Award de Melhor Single em 1997.

Conclusão:
"Abuse Me" é um marco na história do rock alternativo e um dos maiores sucessos do Silverchair. A música continua a ser relevante e apreciada por fãs de todo o mundo por sua sonoridade poderosa, letra impactante e mensagem profunda.

## Desempenho nas paradas musicais
| Parada musical (1997)                 | Melhor Posição |
| ------------------------------------- | -------------- |
| Australian Singles Chart              | 9              |
| Canadian Singles Chart                | 7              |
| Canadian Rock/Alternative Chart       | 1              |
| New Zealand Singles Chart             | 44             |
| UK Singles Chart                      | 40             |
| U.S. Billboard Mainstream Rock Tracks | 4              |
| U.S. Billboard Modern Rock Tracks     | 4              |